# Saint-Aignan, Loir-et-Cher
Saint-Aignan är en kommun i departementet Loir-et-Cher i regionen Centre-Val de Loire i de centrala delarna av Frankrike. Kommunen ligger i kantonen Saint-Aignan som tillhör arrondissementet Romorantin-Lanthenay. År 2022 hade Saint-Aignan 2 826 invånare.

## Befolkningsutveckling
Antalet invånare i kommunen Saint-Aignan
| Referens: INSEE |